# Коараз
Коара́з (фр. Coaraze) — муніципалітет у Франції, у регіоні Прованс — Альпи — Лазурний Берег, департамент Приморські Альпи. Населення — 817 осіб (01.01.2021).
Муніципалітет розташований на відстані близько 680 км на південний схід від Парижа, 170 км на схід від Марселя, 19 км на північ від Ніцци. Містечко відоме як улюблене місце зустрічей художників: тут працювали Огюст Ренуар, Анрі Матісс, Жан Кокто.

## Демографія
Динаміка населення (INSEE ):
Розподіл населення за віком та статтю (2006):
| Стать | Всього | До 15 років | 15-24 | 25-44 | 45-64 | 65-85 | Понад 85 |
| --- | ------ | ----------- | ----- | ----- | ----- | ----- | -------- |
| Чоловіки | 367    | 51          | 43    | 109   | 105   | 55    | 4        |
| Жінки | 337    | 51          | 16    | 98    | 124   | 48    | 0        |
| \| Статево-вікова піраміда \| Статево-вікова піраміда \| Статево-вікова піраміда \| \| ----------------------- \| ----------------------- \| ----------------------- \| \| Чоловіки \| Вік \| Жінки \| \| 4 \| 85 + \| 0 \| \| 8 \| 80-84 \| 8 \| \| 8 \| 75-79 \| 16 \| \| 16 \| 70-74 \| 12 \| \| 23 \| 65-69 \| 12 \| \| 23 \| 60-64 \| 35 \| \| 16 \| 55-59 \| 23 \| \| 27 \| 50-54 \| 39 \| \| 39 \| 45-49 \| 27 \| \| 27 \| 40-44 \| 35 \| \| 39 \| 35-39 \| 16 \| \| 23 \| 30-34 \| 35 \| \| 20 \| 25-29 \| 12 \| \| 12 \| 20-24 \| 0 \| \| 31 \| 15-20 \| 16 \| \| 23 \| 10-14 \| 12 \| \| 8 \| 5-9 \| 16 \| \| 20 \| 0-4 \| 23 \| |        |             |       |       |       |       |          |
| Статево-вікова піраміда |        |             |       |       |       |       |          |
| Чоловіки | Вік    | Жінки       |       |       |       |       |          |
| 4 | 85 +   | 0           |       |       |       |       |          |
| 8 | 80-84  | 8           |       |       |       |       |          |
| 8 | 75-79  | 16          |       |       |       |       |          |
| 16 | 70-74  | 12          |       |       |       |       |          |
| 23 | 65-69  | 12          |       |       |       |       |          |
| 23 | 60-64  | 35          |       |       |       |       |          |
| 16 | 55-59  | 23          |       |       |       |       |          |
| 27 | 50-54  | 39          |       |       |       |       |          |
| 39 | 45-49  | 27          |       |       |       |       |          |
| 27 | 40-44  | 35          |       |       |       |       |          |
| 39 | 35-39  | 16          |       |       |       |       |          |
| 23 | 30-34  | 35          |       |       |       |       |          |
| 20 | 25-29  | 12          |       |       |       |       |          |
| 12 | 20-24  | 0           |       |       |       |       |          |
| 31 | 15-20  | 16          |       |       |       |       |          |
| 23 | 10-14  | 12          |       |       |       |       |          |
| 8 | 5-9    | 16          |       |       |       |       |          |
| 20 | 0-4    | 23          |       |       |       |       |          |

## Економіка
2010 року серед 492 осіб працездатного віку (15—64 років) 380 були активними, 112 — неактивними (показник активності 77,2%, у 1999 році було 69,9%). З 380 активних мешканців працювало 348 осіб (193 чоловіки та 155 жінок), безробітними було 32 (16 чоловіків та 16 жінок). Серед 112 неактивних 25 осіб було учнями чи студентами, 50 — пенсіонерами, 37 були неактивними з інших причин.

У 2010 році в муніципалітеті числилось 334 оподатковані домогосподарства, у яких проживали 762,0 особи, медіана доходів виносила 19 804 євро на одного особоспоживача

## Галерея зображень

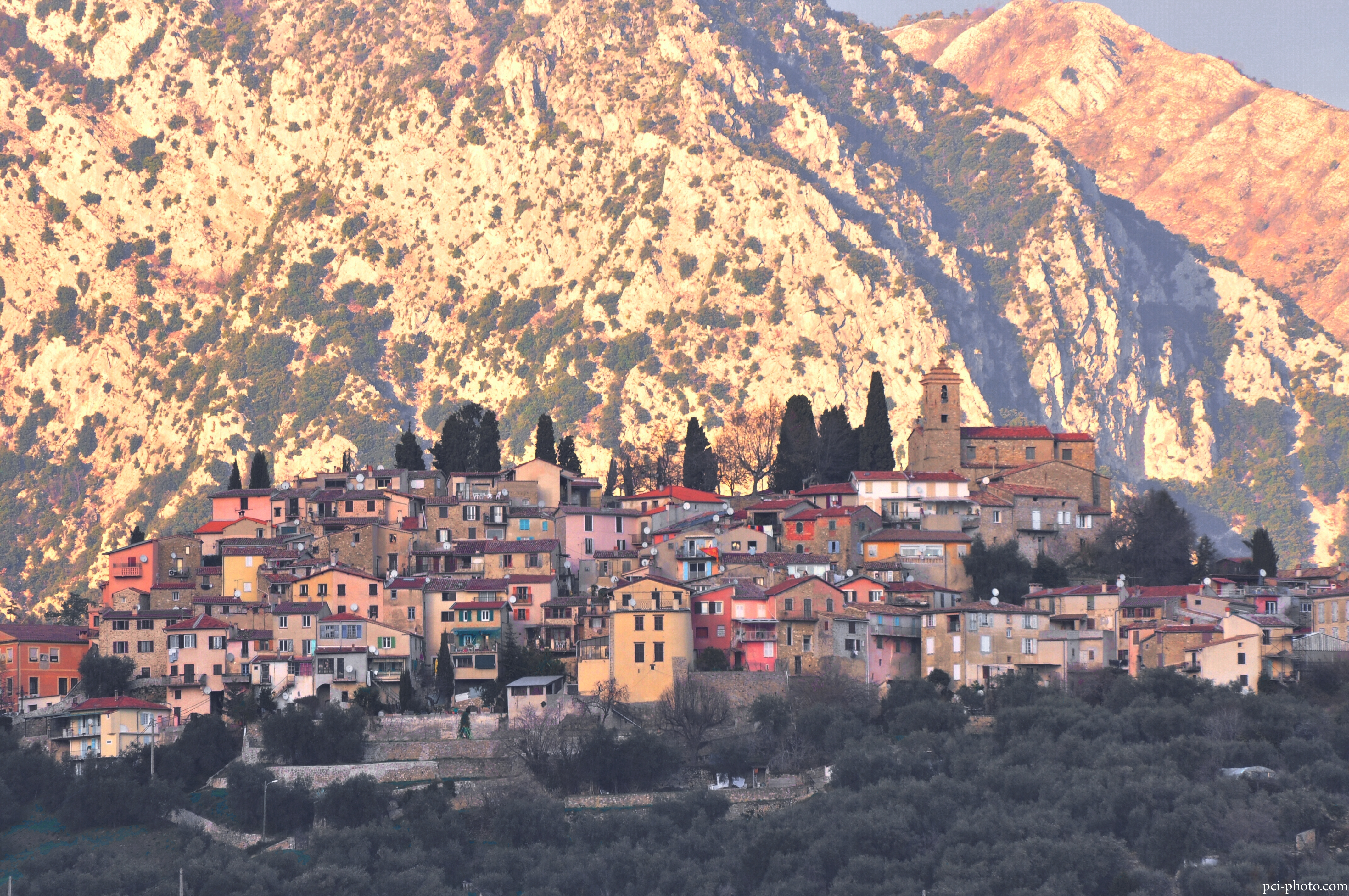
Вид на Коараз
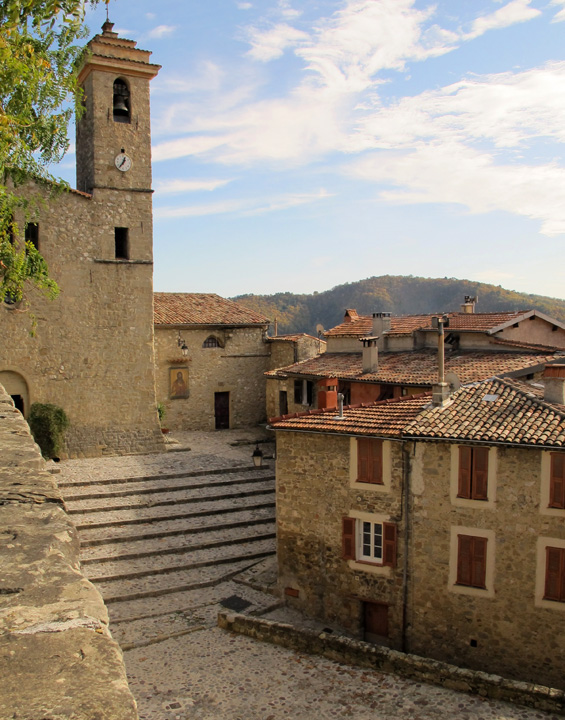
Церква Івана Хрестителя в Коаразі
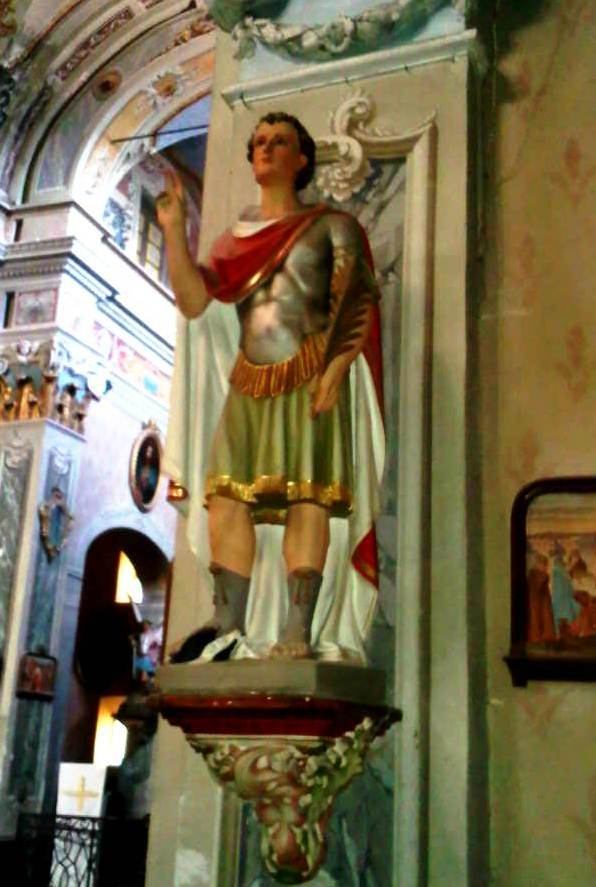
Скульптура святого з Церкви Івана Хрестителя в Коаразі